# Malaryta
Malaryta (en biélorusse : Маларыта) ou Malorita (en russe : Малорита ; en polonais : Małoryta) est une ville de la voblast de Brest, en Biélorussie, et le centre administratif du raïon de Malaryta. Sa population s'élevait à 11 891 habitants en 2017.

## Géographie
Malaryta est située à 47 km — 59 km par la route — au sud-est de Brest et à 332 km — 355 km par la route — au sud-ouest de Minsk.

## Histoire
La première mention de Malaryta remonte à l'année 1566, sous le nom de Rita Mala. Elle fut annexée à l'Empire russe à l'occasion de la deuxième partition de la Pologne, en 1795. Une gare ferroviaire sur la ligne Brest – Kiev ouvrit en 1878. En 1897, on recensa 1 275 habitants, dont 227 Juifs, soit 15,3 pour cent de la population. La principale activité économique était l'agriculture, mais Malaryta comptait des ateliers de tissage, des scieries, une briqueterie, une forge, etc. Pendant la Première Guerre mondiale, Malaryta fut occupée par les troupes allemandes de septembre 1915 à mars 1918. Le traité de Riga l'attribua à la Pologne et elle fut ensuite rattachée à la voïvodie de Polesie. Après la signature du pacte germano-soviétique, l'Armée rouge occupa Malaryta. En janvier suivant, elle devint le centre administratif d'un raïon de la voblast de Brest au sein de la RSS de Biélorussie. Malaryta fut occupée par l'Allemagne nazie du 22 juin 1941 au 20 juillet 1944. À l'automne 1941, un ghetto fut établi, où s'entassèrent plus de 2 000 Juifs de Malaryta et des villages voisins. Ils furent massacrés dans les environs en juin 1942. Le 25 décembre 1962, le raïon de Malaryta fut supprimé et rattaché au raïon de Brest, mais il fut rétabli le 6 janvier 1965. En décembre 1970, la commune urbaine de Malaryta accéda au statut de ville.

## Population
Recensements (*) ou estimations de la population :
| 1860 | 1897* | 1921* | 1959* | 1970* | 1979* | 1989* |
| ---- | ----- | ----- | ----- | ----- | ----- | ----- |
| 540  | 1 275 | 1 750 | 4 628 | 6 836 | 8 493 | 9 666 |

| 1999*  | 2009*  | 2013   | 2014   | 2015   | 2016   | 2017   |
| ------ | ------ | ------ | ------ | ------ | ------ | ------ |
| 11 500 | 11 751 | 11 727 | 11 775 | 11 808 | 11 823 | 11 891 |

## Personnalités
- Leonid Taranenko (1956-), haltérophile, champion olympique, double champion du monde.